# Jacques Froment (résistant)
Pour les articles homonymes, voir Jacques Froment et Froment.
Jacques Georges Édouard Froment, né le 18 avril 1920 à Paris et mort fusillé le 1er août 1944  au camp de Souge (Gironde) est un résistant français, membre du mouvement Ceux de la Libération et sous-lieutenant des Forces Françaises de l'Intérieur.

## Éléments biographiques
Jacques Froment est né le 18 avril 1920 à Paris. Il est le fils d'Édouard Froment, ébéniste, et de Julie Lafitte.
Il habitait au 205 rue Marcadet dans le 18e arrondissement de Paris. Il était célibataire.

### La Résistance
En janvier 1942, il s'engage dans le mouvement Ceux de la Libération. Il fait partie du service de renseignement et il est chef de liaison et de sécurité.
Il appartient aux Corps francs dans la région bordelaise, sous le pseudonyme d'Artois ou Marc.
Quatre jours après les événements de Targon[évasif], il est arrêté et fusillé le 1er août 1944 au camp de Souge.

## Décoration
- Médaille de la Résistance française à titre posthume (décret du 6 septembre 1945)[3]

## Odonymie
- Place Jacques-Froment dans le 18e arrondissement de Paris[4]